# モデル理論
モデル理論（もでるりろん、英 : Model theory）は、数理論理学による手法を用いて数学的構造（例えば、群、体、グラフ、集合論の宇宙）を研究（分類）する数学の分野である。
モデル理論における研究対象は、形式言語の文に意味を与える構造としてのモデルである。もし言語のモデルがある特定の文または理論（特定の条件を満足する文の集合）を満足するならば、それはその文または理論のモデルと呼ばれる。
モデル理論は代数および普遍代数と関係が深い。
この記事では、無限構造の有限一階モデル理論に焦点を絞っている。有限構造を対象とする有限モデル理論は、扱っている問題および用いている技術の両方の面で、無限構造の研究とは大きく異なるものとなっている。完全性は高階述語論理または無限論理において一般的には成立しないため、これらの論理に対するモデル理論は困難なものとなっている。しかしながら、研究の多くの部分はそのような言語によってなされている。

## 概要
プログラム意味論において操作的意味論と表示的意味論があるように、数理論理学における（論理式の）操作的意味論に相当するものが証明論であるのに対し、モデル理論は同様の類推で表示的意味論に当たる。すなわち、前者は論理式の証明中での振る舞いを定めた形式的体系を研究するのに対して、後者は論理式の構成要素である記号に数学的対象（元、関数、関係等）を割り当てる解釈（モデル）を研究の対象とする。ChangおよびKeisler (1990) の一ページ目を引用すると：
普遍代数 + 構造 = モデル理論.
普遍代数学では（等号以外の）関係記号を備えず専ら関数記号のみを備える理論のモデル（代数）を考察対象とするのに対し、（一階述語論理の）モデル理論ではより一般に関係記号をも備えた理論のモデルを考察対象とするということである。モデル理論は1990年代に急速に発展し、より現代的な定義はウィルフリッド・ホッジス (1997) によって与えられた：
モデル理論 = 代数幾何学 − 体.
代数幾何学では主に代数的集合のような体上の定義可能集合を考察対象とするが、モデル理論では体に限らない一般のモデルにおける代数的集合をも考察対象とするということである。
モデル理論の不完全かつ幾分恣意的な下位区分として、古典モデル理論、群および体への応用、および幾何学的モデル理論がある。ここに含まれていないものに計算可能モデル理論があるが、これは論理学の独立した下位分野として見ることができると言っても良い。ゲーデルの完全性定理を含む古典モデル理論初期の定理の例は、上方および下方レーヴェンハイム-スコーレムの定理、ヴォートの two-cardinal 定理、スコットの同形定理、タイプ排除定理 (omitting types theorem) 、そしてリル＝ナルゼウスキの定理がある。モデル理論が体へ応用された初期の結果の例は、タルスキの実閉体についての量化記号消去法、擬有限体 (pseudo finite field) 上のアックスの定理、そしてロビンソンの超準解析の開発がある。古典モデル理論の発展において、安定理論の誕生が（非可算カテゴリー論 [uncountably categorical theory] 上のMorleyの範疇性定理およびシェラハの分類プログラムを通して）重要なステップとなった。この安定理論は、理論が満たす構文条件に基づくランクと独立性の算法を発展させた。この数十年で、応用モデル理論はより純粋な安定理論と繰り返し融合してきた。この合成の結果は、この記事では幾何学的モデル理論と呼ばれている。幾何学的モデル理論は、古典幾何学的安定理論と同じく、例えばo-minimalityを含むために利用されている。幾何学的モデル理論の例は、関数体についてのMordell–Lang予想のフルショフスキーによる証明がある。幾何学的モデル理論の目標は、純粋なモデル理論の研究において実際に開発されたツールによって、さまざまな数学的構造における定義可能集合の詳細な研究を行い、数学の地理学を提供することである。

## 例
非自明なモデルの文脈における統語論および意味論を含む基本的な関係を説明するために、統語論側でペアノの公理のような自然数についての適切な公理とその関連する理論から始めることができる。意味論側では、通常の連続数がモデルを構成する。1930年代、スコーレムはその公理を満たす別のモデル（算術の超準モデル）を開発した。これはある特定のモデルにおいて、言語または理論を解釈することによって何を意味するのかを説明する。より伝統的な例は、ある群によって与えられたモデルの文脈において、群のような特定の代数系の公理を解釈することである。

## 普遍代数
普遍代数の根本的な概念はシグネチャ σ および σ-代数である。これらの概念は構造の記事において詳細に定義されている。

## 有限モデル理論
有限モデル理論は、普遍代数と密接に関連しているモデル理論の領域である。普遍代数のいくつかの領域と同様に、またモデル理論の他の領域と反対に、有限モデル理論は主に有限代数またはより一般的にはシグネチャ σ の有限 σ-構造を対象としている。

## 一階述語論理
普遍代数がシグネチャの意味論を与える一方、論理は統語論を与える。恒等式および疑恒等式の項とともに、普遍代数はいくつかの限定的な統語論のツールも利用している。例えば、一階述語論理は量化を明確にし否定を取り入れた結果である。

## 公理化可能性、量化記号消去、およびモデル完全性
モデル理論を群のような（グラフ理論においては木のような）数学的対象のクラスへ応用する最初のステップは、多くの場合は自明であるが、シグネチャ σ を選択することおよびその数学的対象を σ-構造で表現することである。次のステップは、そのクラスが初等クラス、すなわち、一階述語論理における公理化可能である（すなわち、σ-構造が理論Tを満足する場合のみ、クラス内にそのσ を含むような理論T が存在する）ことを示すことである。例えば、このステップは木では失敗する、連結性が一階述語論理内で表現できないためである。公理化可能性は、モデル理論が正当な対象について語ることができるのを保証する。量化記号消去法は、モデル理論がその対象について多くのことを言い過ぎないようにすることを保証する。理論 T は、T におけるすべてのモデルの下位構造（これもモデルである）が初等下位構造ならモデル完全と呼ばれる。

## 範疇性
一階述語論理の節で見られたように、一階理論は範疇的でありえない。すなわち、一階述語論理は同形なある一意なモデルを、そのモデルが有限でない限り記述することができない。しかし、二つの有名なモデル理論に関する定理は基数κ についての κ-範疇性のより弱い概念を扱うことができる。もし濃度がκ である理論Tの二つのモデルが同形であるならば, T はκ-範疇的と呼ばれる。κ-範疇性の疑問は、κ がその言語の濃度よりも大きいかどうか（すなわち、{\displaystyle \aleph _{0}} + |σ|, ここで |σ| はシグネチャの濃度）に決定的に依存していることが分かる。有限または可算のシグネチャについて、これは非可算のκ についての{\displaystyle \aleph _{0}}-濃度と κ-濃度の間に根本的な相違があることを意味している。

## モデル理論と集合論
集合論（これは可算言語において表現されている）は可算モデルをもつ。すなわち、非可算集合の存在を仮定している集合論の文が可算モデルにおいても真であることから、これはスコーレムのパラドックスとして知られている。特に、連続体仮説の独立性の証明はモデル内から見たとき非可算として現れるがモデル外から見たとき可算となるような集合をモデルの対象として必要とする。
モデル理論的な観点は集合論にとって有用である。例えば、ゲーデルがコーエンにより開発された強制法を用いて行った構成可能集合に対する仕事によって、（哲学的に興味深い）選択公理の独立性および集合論の他の公理からの連続体仮説を証明することができる。

## モデル理論のその他の基礎概念

### コンパクト性定理と完全性定理の使用
ゲーデルの完全性定理は、ある理論が無矛盾である、すなわちその理論によって矛盾が生じない場合だけ、その理論はモデルを持つこと述べている。これはモデル理論の核心であり、モデルを見ることで理論についての疑問に答えることができ、逆も同様である。理論の完全性を完全理論と混同しないこと。
コンパクト性定理は、もし文S のすべての有限部分集合が充足可能なら文S の集合は充足可能であることを述べている。証明論の文脈においては、すべての証明が持つことのできる証明において用いられる前件の数は有限なので、類似の言明は自明である。モデル理論の文脈では、しかしながら、この証明はより困難となる。この証明には二つのよく知られたものがある。一つはゲーデルによるもの（複数の証明を経由して行われた）で、もう一つがマルチェフによるもの（これはより直接的で結果として生じるモデルの濃度を制限することができる）である。
モデル理論は通常、一階述語論理と結びついており、（完全性やコンパクト性のような）多くの重要な結果は二階述語論理や他の代わりの理論では成り立たない。一階述語論理では、すべての無限濃度は可算である言語にとっては同じに見える。これはレーヴェンハイム-スコーレムの定理において次のように表現されている。無限モデル{\displaystyle {\mathfrak {A}}}（少なくともその言語の無限モデル）を持つ全ての可算理論は、全ての文において{\displaystyle {\mathfrak {A}}}と一致する全ての無限濃度のモデルを持つ、すなわちそれらは'初等同値'である。

## 初期の歴史
主題としてのモデル理論はおおよそ二十世紀の中頃から存在している。しかしながら、特に数理論理学においてそれ以前から研究されていたいくつかの理論はモデル理論的な性質を持っていたと考えることができる。モデル理論の系譜における最初の顕著な成果はレオポールト・レーヴェンハイムにより1915年に発表された下方レーヴェンハイム-スコーレムの定理の特別な事例である。コンパクト性定理は、トアルフ・スコーレムによる仕事において萌芽が見られるが、ゲーデルの完全性定理の証明中の補題として1930年に初めて発表された。レーヴェンハイム-スコーレムの定理およびコンパクト性定理は1936年および1941年にモルツェフによって一般的な形で形式化された。

### 標準的教科書
- Chang, Chen Chung; Keisler, H. Jerome (1990) [1973]. Model Theory. Studies in Logic and the Foundations of Mathematics (3rd ed.). Elsevier. ISBN 978-0-444-88054-3
- Hodges, Wilfrid (1997). A shorter model theory. Cambridge: Cambridge University Press. ISBN 978-0-521-58713-6
- Marker, David (2002). Model Theory: An Introduction. Graduate Texts in Mathematics 217. Springer. ISBN 0-387-98760-6
- 板井昌典：「モデル理論」、森北出版、ISBN 978-4-627-08361-5 (2023年2月).

### 参考書
- Bell, John L.; Slomson, Alan B. (2006) [1969]. Models and Ultraproducts: An Introduction (reprint of 1974 ed.). Dover Publications. ISBN 0-486-44979-3
- Ebbinghaus, Heinz-Dieter; Flum, Jörg; Thomas, Wolfgang (1994). Mathematical Logic. Springer. ISBN 0-38794258-0
- Hinman, Peter G. (2005). Fundamentals of Mathematical Logic. A K Peters. ISBN 1-568-81262-0
- Manzano, Maria (1989). Teoria de modelos. Alianza editorial. ISBN 84-206-8126-1
- Hodges, Wilfrid (1993). Model theory. Cambridge University Press. ISBN 0-521-30442-3
- Manzano, Maria (1999). Model theory. Oxford University Press. ISBN 0-19-853851-0
- Poizat, Bruno (2000). A Course in Model Theory. Springer. ISBN 0-387-98655-3
- Rautenberg, Wolfgang (2010). A Concise Introduction to Mathematical Logic (3rd ed.). New York: Springer Science+Business Media. doi:10.1007/978-1-4419-1221-3. ISBN 978-1-4419-1220-6
- Rothmaler, Philipp (2000). Introduction to Model Theory (new ed.). Taylor & Francis. ISBN 9056993135

### オンラインテキスト
- Chatzidakis, Zoe (2001). Introduction to Model Theory. pp. 26 pages in DVI format
- Pillay, Anand (2002). Lecture Notes – Model Theory. pp. 61 pages
- Hodges, Wilfrid, First-order Model theory. The Stanford Encyclopedia Of Philosophy, E. Zalta (ed.).
- Simmons, Harold (2004), An introduction to Good old fashioned model theory. Notes of an introductory course for postgraduates (with exercises).
- J. Barwise and S. Feferman (editors), Model-Theoretic Logics, Perspectives in Mathematical Logic, Volume 8, New York: Springer-Verlag, 1985.